# Barack Obama Sr.

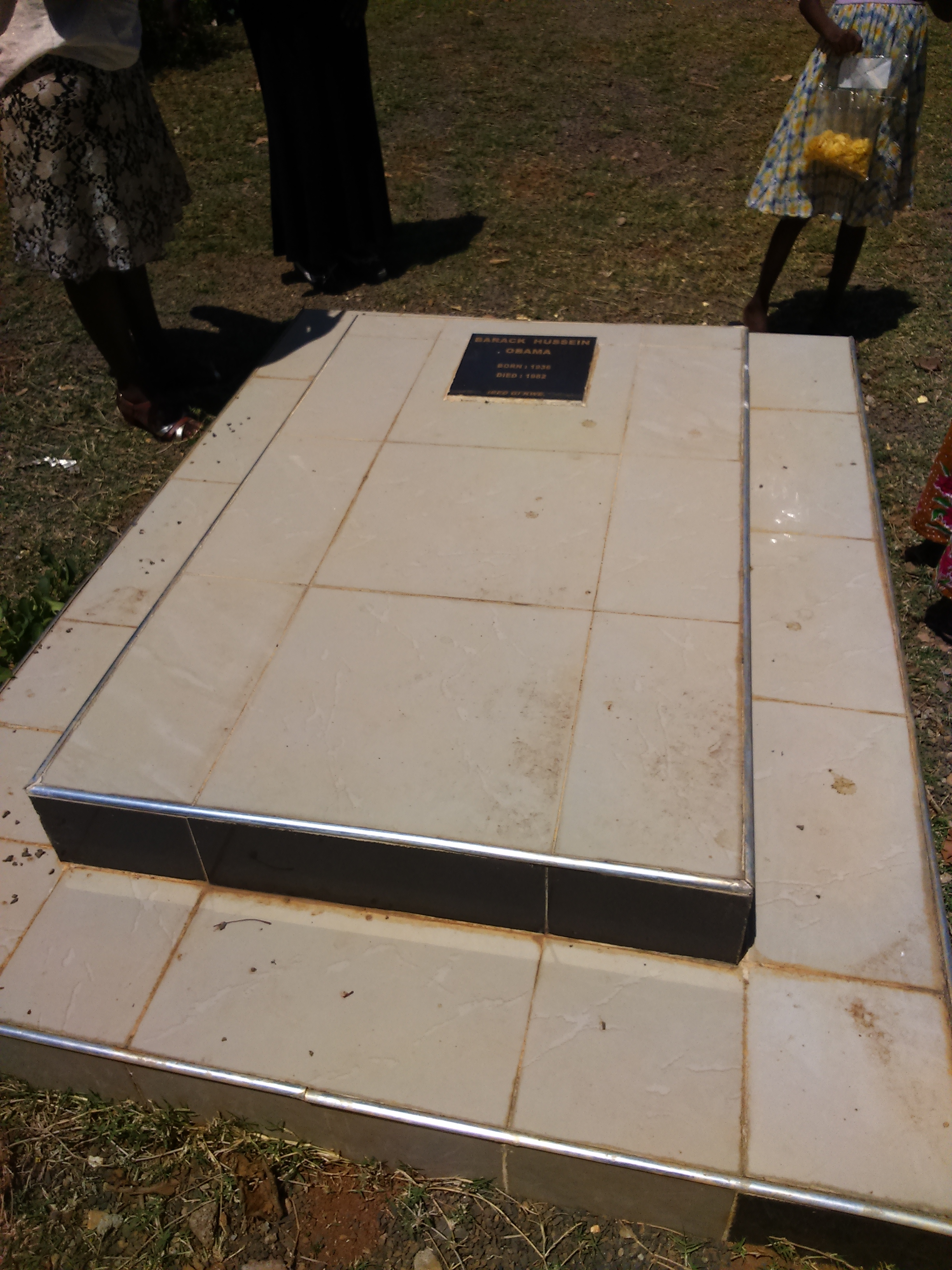
Grób Baracka Obamy Seniora

Barack Hussein Obama Sr. (ur. 18 czerwca 1936, zm. 24 listopada 1982 w Nairobi) – kenijski ekonomista, ojciec 44. prezydenta Stanów Zjednoczonych Baracka Obamy.

## Życiorys
Był synem Husseina Onyango Obamy, kenijskiego żołnierza, który brał udział w II wojnie światowej po stronie Brytyjczyków, oraz Habiby Akumu Obamy. Był czterokrotnie żonaty: z Kenijką Grace Kezia Aoko, z którą miał czwórkę dzieci (Roy Malik Abong’o, Rita Auma, Samson Nyandega, Bernard Otieno), z Ann Dunham, Amerykanką pochodzenia irlandzko-niemieckiego, z którą miał jednego syna, Baracka, z Ruth Beatrice Baker (Ruth Nidesand), amerykańską Żydówką, z którą miał dwóch synów (Mark Okoth i David Opiyo), oraz z Kenijką Jael Atieno, z którą miał jednego syna, George’a Husseina Onyeango.
W 1959 roku został pierwszym zagranicznym studentem afrykańskiego pochodzenia na Uniwersytecie Hawajskim w Manoa w Honolulu, gdzie na kursie języka rosyjskiego poznał swoją przyszłą, drugą żonę, Ann, którą poślubił 2 lutego 1961 roku w Maui na Hawajach. Pół roku później, 4 sierpnia 1961 roku w Centrum Medycznym dla Kobiet i Dzieci Kapi’olani w Honolulu przyszedł na świat ich jedyny syn Barack Obama. Po narodzinach Baracka Ann przerwała naukę na uniwersytecie, natomiast Barack Obama Sr. kontynuował edukację i w 1962 ukończył studia z tytułem B.A. w dziedzinie ekonomii. W 1964 para rozwiodła się.
Jeszcze przed rozwodem z Ann, w 1962 roku, Obama Sr. uzyskał stypendium i rozpoczął studia na Uniwersytecie Harvarda, które ukończył w 1965 z tytułem Master of Arts oraz gdzie poznał swoją kolejną żonę, Ruth Nidesand, z którą pozostał w związku najdłużej ze wszystkich swoich żon. Po zakończeniu studiów powrócił do Afryki, gdzie pracował dla przedsiębiorstwa naftowego oraz jako ekonomista. W 1969 był naocznym świadkiem zabójstwa Thomasa Josepha Mboyi. W 1982 roku zginął w wypadku samochodowym w wieku 46 lat. Jego grób znajduje się w miejscowości Nyangoma-Kogelo.

## Upamiętnienie
Barack Obama napisał autobiograficzną książkę zatytułowaną Dreams from My Father, która została pierwszy raz opublikowana w 1995, gdy zaczynał swoją karierę polityczną, w 2004 ukazało się wydanie poprawione, od tego czasu książka była wznawiana i tłumaczona na wiele języków
W 2011 roku ukazała się biografia Baracka Obamy Sr. The Other Barack The Bold and Reckless Life of President Obama’s Father autorstwa Sally Jacobs. Jego imieniem nazwano fundację The Barack H. Obama Foundation.